# 4278 Harvey
4278 Harvey је астероид главног астероидног појаса чија средња удаљеност од Сунца износи 2,267 астрономских јединица (АЈ).
Апсолутна магнитуда астероида је 14,0.